# Simonestus
Simonestus là một chi nhện trong họ Corinnidae.

## Các loài
- Simonestus occidentalis (Schenkel, 1953) – Venezuela
- Simonestus pseudobulbulus (Caporiacco, 1938) – Guatemala
- Simonestus robustus (Chickering, 1937) – Panama
- Simonestus semiluna (F. O. Pickard-Cambridge, 1899) – Mexico, Guatemala
- Simonestus separatus (Schmidt, 1971) – Guatemala to Peru
- Simonestus validus (Simon, 1898) (type) – Venezuela